# Miagrammopes grodnitskyi
Espèce
Miagrammopes grodnitskyi est une espèce d'araignées aranéomorphes de la famille des Uloboridae.

## Distribution
Cette espèce est endémique de la province de Bà Rịa-Vũng Tàu au Viêt Nam,. Elle se rencontre dans la réserve naturelle de Phuoc Buu.

## Description
La carapace du mâle holotype mesure 1,25 mm de long sur 0,95 mm et l'abdomen 2,38 mm de long sur 0,84 mm

## Étymologie
Cette espèce est nommée en l'honneur de Dmitri L. Grodnitsky (1962–2018).

## Publication originale
- Logunov, 2018 : Three new spider species of the genus Miagrammopes O. Pickard-Cambridge, 1870 (Aranei, Uloboridae) from Southeast Asia. Euroasian Entomological, vol. 17, no 4, p. 280-289.